# Demokratski savez Hrvata u Vojvodini
Demokratski savez Hrvata u Vojvodini je regionalna politička stranka u Republici Srbiji koja zastupa interese hrvatske nacionalne manjine u Autonomnoj Pokrajini Vojvodini.

## O stranci
Osnovana je 15. srpnja 1990. u Subotici. Osnivači su bili Ivan Poljaković, Antun Skenderović, Bela Tonković, Josip Ivanković, dr Ljudevit Vojnić Tunić (koji je predsjedao osnivačkom skupštinom), a osnivački akt su još potpisali Antun Skenderović, Julije Skenderović, Ivanka Skenderović, Bogoljub Kujundžić, Bela Sudarević i Mate Dulić. Na inicijativnim skupovima na kojima se prikupljalo članstvo, prije nego što je formirana stranka, sudjelovali su Antun Skenderović, Bela Tonković, Julije Skenderović te svećenici Marko Vukov i Marijan Đukić.
Subotica je i sjedište ove stranke.
Kao svoj osnovni cilj, stranka je stavila promicanje i ostvarivanje formalne i faktične ravnopravnosti Hrvata u Vojvodini u svim područjima, a prije svega u području politike, kulture i gospodarstva. Unatoč svomu imenu, stranka se bavila i s Hrvatima u Beogradu gdje nakon Vojvodine živi najviše Hrvata u Republici Srbiji kao i ostalim dijelovima Srbije.
Po osnivanju je DSHV ambiciozno krenuo s osnivanjem podružnica, tako da ih se osnivalo u svim mjestima s hrvatskim stanovništvom, posebice u gradu Subotici, Podunavlju, a veliki elan i ambicije se pokazalo u osnivanju podružnica po Srijemu. Subotička podružnica je osnovana 6. travnja 1991., a za predsjednika je izabran istaknuti liječnik bolnice u Subotici dr Stjepan Skenderović. Velikosrpski pohod na Hrvatsku i raspad SFRJ koji su uslijedili godinu poslije su doveli do deteoriranja položaja hrvatskog naroda i njegovih organizacija. Dok su u SFRJ Hrvati predstavljali konstitutivni narod, u federaciji Srbije i Crne Gore su ostali nepriznatom nacionalnom manjinom i to je stanje potrajalo cijelo desetljeće. Dotada je velik broj Hrvata iselio pod pritiscima, što je prouzročilo nestanak Hrvata u pojedinim krajevima i gašenje brojih DSHV-ovih podružnica. Posebice je stradalo Podunavlje, a prije svega Srijem (procjene matica u župnim uredima govore o 25 tisuća Hrvata koji su iselili), gdje su velikosrpski pritisci i zločini bili najveći, tako da tek 2005. počinje polako jenjavati strah iskazivanja svega s hrvatskim predznakom. Posljedica toga je da je još i onda DSHV i bilo koja hrvatska stranka teško organiziraju ikakvu političku aktivnost u Srijemu.
DSHV je tijekom svog rada imao i unutarnjih nesuglasica, koje su nekoliko puta dosegnule svoj vrhunac stvaranjem novih stranaka Hrvata nastalih odvajanjem nezadovoljničkih skupina iz DSHV-a:
- Hrvatski narodni savez 1998. (izglađenjem stavova, stranka se vratila u okrilje DSHV-a 2003.),
- Hrvatska bunjevačko-šokačka stranka 2004. i
- Demokratska zajednica Hrvata 2007.

Stranka je imala svojevremeno i svoje glasilo, Glas ravnice, koje je izlazilo od 1990. do 1999.
Doznavši za planove srbijanskih vlasti kojima se dodatno želi okrnjiti i podvojiti hrvatska zajednica, izmišljanjem t.zv. "bunjevačkog jezika", DSHV je na sjednici od 23. siječnja 2006. je osudilo takve planove:"...prijeti opasnost da se kroz inicijativu za uvođenje jednog do sada nepoznatoga jezika putem njegova izdvajanja iz hrvatskoga jezika, čiji je on dijalekt..., zapravo vrši proaktivna državna potpora podjeli jednoga ogranka hrvatskoga naroda (Bunjevaca) u Vojvodini – čiji dijelovi žive ne samo u sj. Bačkoj, već prije svega u Dalmaciji, zap. Hercegovini i Bosni, Lici, Gorskome kotaru – u nastojanju da se ono oblikuje kao zasebna i samostalna, čak nacionalna skupina.".
Od strane DSHV-a je potekla zamisao za osnivanje Hrvatski forum žena Cro femina, osnovanog 26. listopada 2007.
U prosincu 2007., stranka se opredijelila za kandidata Demokratske stranke Borisa Tadića, pozvavši Hrvate u Srbiji da ga podupru na izborima na srbijanskim siječanjskim predsjedničkim izborima 2008., objašnjavajući to dobrim vezama tog kandidata s hrvatskim političkim vrhom, njegovim proeuropskim stavovima, a prije svega činjenicom što je zahvaljujući koaliranju DSHV-a s DS-om, DSHV opet ušao u srbijansku skupštinu.
Nakon dvije godine priprema i dogovora, osnovana je prva organizacija DSHV u Banatu, mjesna organizacija u Zrenjaninu. Osnovana je 12. travnja 2013. godine. Prva je organizacija s hrvatskim predznakom u Banatu. Predsjednik mjesnog ogranka Aleksandar Lakatuš najavio je povećanje broja članova i osnivanje mjesnih organizacija DSHV-a u Novom Bečeju, Opovu i Kovačici. Mjesna organizacija u Vršcu osnovana je 19. rujna 2020. godine.

## Značajnije odluke
Izbor iz značajnijih odluka i potpora zakonima i rezolucijama
- za usvajanje Sporazuma o stabilizaciji i pridruženju Srbije EU[9]

## Izborni rezultati
- Narodna skupština Republike Srbije:
- 1990.: 1 zastupnik - Antun Skenderović (kao dio koalicije s još 3 stranke; izborna jedinica Ker, Gat, Bajnat, Šandor, Mali Bajmak, Novo Selo, Verušić, Žednik, Đurđin, Bajmak, Tavankut, Mirgeš i Mala Bosna)[1]
- izbori u Srbiji u svibnju 2008.

Na izborima 11. svibnja, DSHV je odlučio izaći na sve tri razine: republičkoj, pokrajinskoj i lokalnoj, i to u koaliciji s Demokratskom strankom i G17 plus
- Skupština Vojvodine:

U tek formiranoj Skupštini Vojvodine početkom '90-ih je DSHV imao zastupnika Ivana Poljakovića. Odradio je jedan mandat.
- 1992.
- 1996.
- 2000.
- 2004.: formirali su lokalnu vladajuću koaliciju sa SVM i DS[11]

- lokalni izbori

2007., DSHV je na izborima za članove skupština mjesnih zajednica izborio, u koaliciji s drugim strankama, mjesta predsjednika skupština u tri mjesne zajednice, u Verušiću, Gatu i Šandoru

## Mladeške organizacije
DSHV ima svoje mlade članove okuplja u Mladeži DSHV-a. Mladež DSHV-a organizira od 2008. godine Prelo mladeži DSHV-a.

## Predsjednici stranke
- Bela Tonković (1990. – 2003.)
- Petar Kuntić (2003.-danas)[3]

### Potpredsjednici
- potpredsjednik zadužen za Srijem: Zlatko Načev[14]
- potpredsjednik zadužen za Sombor: Mata Matarić (pokrajinski zastupnik)[14]

## Poznati članovi
- dopredsjednik (stanje u rujnu 2007.) Josip Gabrić, bivši jug. stolnoteniski reprezentativac, legenda stolnog tenisa bivše Jugoslavije
- dopredsjednik (stanje u svibnju 2005.) Franjo Vujkov, sin hrvatskog književnika iz Bačke Balinta Vujkova
- Bivši potpredsjednik za Srijem i područje Beograda, Mato Groznica, danas je predstavnik hrvatske zajednice u Vojvodini koji je došao na najvišu funkciju dosad:[14] zamjenik je pokrajinskog tajnika za propise, upravu i nacionalne zajednice u Vladi AP Vojvodine.[15]
- odbornik na Paliću, Tiberije Kopilović, pedagog i profesor
- poduzetnik i inovator Lazar Baraković[16]

## Vanjske poveznice
- DSHV  Arhivirana inačica izvorne stranice od 27. listopada 2015. (Wayback Machine)
- Hrvatska riječ[neaktivna poveznica] Reorganizacija i konsolidiranje stranke - prioriteti
- Subotica.info Osnovan forum žena Cro Femina
- Danas DSHV: Država potiče asimilaciju Hrvata u Bačkoj, 13. prosinca 2006.
- Nacional Pero Kuntić: Bunjevci su dio hrvatskog korpusa